# خالد (مجلة)
مجلة خالد هي مجلة إماراتية شهرية للأطفال تعنى بالثقافة والتوعية، تصدر عن القيادة العامة لشرطة دبي، الإدارة العامة لإسعاد المجتمع ، إدارة الإعلام الأمني، صدر العدد الأول منها سنة 1992م، وهي موجهه للأطفال بين 6 إلى 15 سنة.
قطع المجلة: 24×17سم، تعتمد المجلة على قصص الكرتون، حيث تنشر من بين 44 صفحة ملونة، يوجد فهرس مصور على الصفحة الثانية، ومقدمة الصفحات الثالثة تحت عنوان أهلاً، تتضمن المجلة مسابقات منح جوائز مالية، كما تحتوي على تسالي تقليدية من متاهات ورتب الصور، والتوصيل بين الأرقام، وهل تعلم، كما أن المجلة تعتمد على الابتكار، وتنشر عناوين البريد الإلكتروني للأطفال بالإضافة إلى أبرز المواقع المفيدة لهم، تنشر المجلة قصصاً قصيرة، وأبرز ما فيها الاتساع في الصفحة، المجلة تخلو من الإعلانات وتنشر صور الأصدقاء، ومساهماتهم، ولا تباع، كما أن الغلاف الخارجي يخلو من الإشارات حول مواد العدد.

## فريق العمل
سكرتير التحرير: زينب حسين
الإخراج الفني: منال إبراهيم
الرسوم: موسى خير الله

## الأبواب
- علوم وتكنولوجيا
- صحتك بين يديك
- أصدقاء خالد
- من مدرستي
- الصحفي الصغير
- قف
- بعد العون
- برلمان خالد
- بدون تعليق
- خالد نت
- الطريق إلى الجنة
- حديقة خالد

### الكُتَّاب
- ناصر مؤراني
- هديل القدرة
- رامي الهندي
- عصام أبو الدهب
- منال عزام
- فرج جمعة
- فرج بوزيان